# Свети Архангел Михаил (Сухаче)
„Свети Архангел Михаил“ е православен храм в плевенското село Сухаче, част от Плевенската епархия на Българската православна църква.

## История
В 1902 година в Сухатче (името на Сухаче до 1966 година) е създаден инициативен комитет за построяване на църква.
Строежът на църквата в започва на 23 май 1921 година и завършва на 7 април 1922 година. Построена е от предприемачите Григор Иванов и Данаил Христов, живеещи в Червен бряг. Храмът е осветен на 4 юни 1922 година от митрополит Климент Врачански.
Стенописите в храма са дело на видния дебърски майстор и революционер Апостол Христов (1877-1947). Царските икони са дело на помощниците му Кънчо Кънчев и Димитър Мандов.
Иконостасът на храма е дело също на дебърски майстор – 	Филип Иванов (1875—1940) от рода Филипови.